# Râul Văița
Râul Văița este un afluent al râului Moravița. 